# مدارس وطنية
المدارس الوطنية عبارة عن منظمة غير ربحية أمريكية تشترك مع المدارس الإعدادية داخل الولايات المتحدة لتمديد اليوم الدراسي بالنسبة للأطفال ذوي الدخول المنخفضة. وتتمثل مهمتها في «تعليم الأطفال ودعم المجتمعات». في الوقت الحالي تقدم المدارس الوطنية خدماتها لما يزيد عن 4400 طالبٍ وتعين ما يزيد عن 4000 متطوع يعملون بما يزيد عن 31 برنامجًا موزعين على 17 مدينة في أرجاء 8 ولايات. وتعد برامج التدريب المهني التي يجريها المتطوعون والتي تبلغ ذروتها في عروض شرح عامة تسمى «الأعمال المذهلة» والتي تقدم بالاشتراك مع بعض المدارس الإعدادية لتمديد وقت التعليم بالنسبة للطلاب تمثل أهم ما يقدمه نموذج المدارس الوطنية. تقدم المدارس الوطنية زمالة التعليم الوطني من برنامج أمريكوربس (AmeriCorps National Teaching Fellowship) مقدمةً برنامج تنمية قيادية مدته عامان مع التسجيل الاختياري في برنامج الماجستير غير المقيد بالتعليم داخل المدرسة.

## معلومات تاريخية
تأسست المدارس الوطنية على يد إيريك شوارز ونيد ريمير وكانا زميلي دراسة في جامعة فيرمونت. سعى إيريك ونيد بعدما انشغلوا ببزوغ الجريمة بين الشباب وظهور المعارك بين المجاورات والتحديات داخل المدارس العامة في بوسطن بتعليم الأطفال في سن المدرسة الإعدادية من خلال الممارسة العملية في المجالات الفعلية. وفي عام 1994 تطوع كلاهما لتعليم التدريب المهني اعتمادًا على معرفتهم المهنية وذلك لعشرين طالبًا في مدرسة بول إيه ديفير (Paul A. Dever) الابتدائية دورشيستر. وكصحفي سابق، قاد إيريك التدريب المهني في الصحافة بينما عكف نيد على تعليم الإسعافات الأولية بعد تشغيل الفريق الفني للطوارئ الطبية في جامعة فيرمونت. وفي أوائل عام 1995، سُجلت المدارس الوطنية رسميًا باعتبارها منظمة غير ربحية. أُطلق أول برنامج كامل بذلك الصيف وقدم خدماته إلى 63 طفلاً.
وخلال عام واحد وضعت العناصر الأساسية: عمل البرامج بعد الدراسة خارج مباني المدرسة العامة ببوسطن، التدريبات المهنية التي يؤديها متطوعون من المجتمع، الاستكشافات داخل المجتمع، الوقت المحدد لتطوير المهارات الأكاديمية، أنشطة بناء فريق لتنمية المهارات الفعلية. نشأت المدارس الوطنية أولاً في بوسطن وأرادت إثبات هذا النموذج في بوسطن لتتخذ موقع الريادة في المناهج رفيعة المستوى قبل الانتشار المكاني. ويقول شوارز «لكي تحقق تأثيرًا على نطاق واسع، لا تحتاج بالضرورة إلى حصة سوقية مهيمنة». «نحن بحاجة إلى أن نحقق نموًا كبيرًا في بوسطن وبعدها يمكننا أن ندع مجالاً للجهات التعليمية الأخرى [خارج بوسطن] للاستفادة من تلك الموارد والأفكار والنموذج الذي أنشأناه.» في خريف 2001، بدأت المنظمة أكاديميتها الأساسية الثامنة في بوسطن لدعم المشاركين في المدارس الوطنية استعدادًا لنقلهم إلى المدرسة الثانوية أو الكلية. حققت المنظمة نموًا مشهودًا في 200، وفتحت مواقع تابعة خارج بوسطن في فرامنغهام وورسستر وأيضًا في تكساس وكاليفورنيا.
وفي نفس هذا العام، بدأت المدارس الوطنية شراكتها مع أمريكوربس. عام 2003، بدأت جامعة ليزلي في كامبريدج شراكة مع المدارس الوطنية لتمكين الموظفين من التخرج بدرجة ماجستير في مجال التعليم المتخصص في التعليم خارج وقت المدرسة. وبحلول عام 2006 أصبحت المدارس الوطنية الشريك الرائد غير الربحي في مدرستين بولاية ماساتشوستس والتي قادت تجربة تمديد وقت الدراسة لجميع طلابها. وفي الفترة ما بين 2006 و2008 بدأت المدارس الوطنية في إطلاق برامج في مواقع جديدة في كارولاينا الشمالية ونيومكسيكو ونيو جيرسي ونيويورك.

## التدريبات المهنية
تعين المدارس الوطنية متطوعين يطلق عليهم مدرسون وطنيون من شركات ومؤسسات مدنية ومجتمعات وتدربهم على شرح مبادئ خبراتهم المهنية أو ممارساتهم على سبيل الهواية. وتركز حصص التدريب المهني التي يبلغ زمنها 90 دقيقة مرتين أسبوعيًا على المهارات الضرورية للنجاح في الاقتصاد الحديث: القيادة وعمل الفريق والتواصل الشفهي والتكنولوجيا. ويتوج كل تدريب في فصل دراسي بمنتج ما أو أداء أو عرض تقديمي يقدمها الطلاب وتعود لمجتمع مرة أخرى في حدث يسمى «عملاً مذهلاً»!. أما الآن بالنسبة للفصل الدراسي الجاري بالربيع عام 2010، تدير المدارس الوطنية 474 من التدريبات المهنية عبر 37 موقعًا.
وتدير مدارس المواطنة أيضًا مواقع خاصة بها مخصصة للتدريب المهني تسمى سي تي نيشن (CT Nation) ويطلق عليها «مجتمع متطوعي المدارس الوطنية عبر الإنترنت», يوفر الموقع مساحة عمل للمتطوعين والمدرسين الوطنيين والمدارس الوطنية لمناقشة التدريبات المهنية الحالية والتصورات المستقبلية لها. يحتوي الموقع على مدونة تعرض ماضي سي تي وحاضرها لينعكس ذلك على خبراتهم في العمل مع المدارس والطلاب في أرجاء البلاد.

## وقت الدراسة المطول
وفي الجلستين 110 و111 تبنى الكونغرس ومجلس النواب الأمريكي ومجلس الشيوخ الأمريكي مشاريع القوانين المطالبة بتمديد وقت التعليم الوطني. وعملت المدارس التي تبنت تمديد وقت التعليم على زيادة المدة التي يمكثها الطلاب في المدرسة من خلال تطويل اليوم الدراسي أو تطويل السنة أو كليهما معًا. أنشأ الكومنويلث في ولاية ماساتشوستس بالاشتراك مع ماساتشوستس 2020 , والتي تستهدف «زيادة فرص تعليم الأطفال وتطويرها في» ماساتشوستس، برنامجًا تجريبيًا لوقت التعليم المطول عام 2006. ومن خلال مبادرة وقت التعليم المطول وافقت المدارس «على تطويل وقت التعليم لطلابها بحوالي 30% على الأقل مقابل زيادة التمويل الحكومي عن كل طالب». ومنذ عام 2006 شاركت المدارس الوطنية مدرسة إدوارد الإعدادية (Edwards Middle School) في شارلزتاون ومدرسة سالموود (Salemwood School) في مالدن بهدف تطويل اليوم الدراسي لجميع الطلاب لديهم. وفي خريف 2009، عملت أيضًا مدرسة جارفيلد الإعدادية (Garfield Middle School) في رفير على تطويل اليوم الدراسي بالاشتراك مع المدارس الوطنية.
في جميع أحرام وقت التعليم المطول، توفر المدارس الوطنية للطلاب وقتًا للعمل المنزلي اليومي وتدريبات مهنية يقدمها متطوع وفصلاً لمهارات الدراسة ورحلات ميدانية تجريبية. وفي مدرسة إدواردز الإعدادية في شارلزتاون يعمل موظفو المدارس الوطنية أيضًا على تسهيل مبادرة تشمل المدرسة بالكامل تستهدف تعزيز مهارات الرياضيات من خلال مجموعة من ألعاب رياضيات تعاونية بالإضافة إلى وقت إكمال واجب الرياضيات بالمنزل. منذ 2006 وحتى 2009، زادت الكفاءة في الرياضيات بمقدار الضعف وتمكنت المدرسة من سد الفجوة التي كانت موجودة بين طلاب الصف الثامن في الرياضيات وطلاب أنشطة التعليم المطولة بما يزيد عن 50%. وأطلقت صحيفة بوسطن غلوب في عمود بها عام 2008 على مبادرة وقت التعليم المطول «نجاحًا يحق لولاية ماساتشوستس أن تفخر به... وبرنامجًا يستحق مزيدًا من النمو».

## الشراكات
تشاركت المدارس الوطنية مؤخرًا مع مؤسسات مالية مثل بنك اوف أمريكا ومع شركات تكنولوجية مثل جوجل قدمت هذه الشراكات استثمارات مالية كبيرة بالإضافة إلى ريادة مختلف التدريبات المهنية. في 2008، التزم بنك أوف أريكا بمقدار مليار دولار للمساعدة على دعم التوسع القومي للمدارس الوطنية فضلاً عن تقديم منح محلية لدعم البرامج في ولايات ماساتشوستس ونيويورك وكارولاينا الشمالية. في كاليفورنيا اعترف بنك أوف أمريكا أن المدارس الوطنية هي سبب تعمير الجوار ومنح المدارس الوطنية 20000 دولار على مدار عامين كجزء من مبادرة التفوق الجواري. منذ 2006 عملت شركة جوجل على تعليم أكثر من 40 مهارة في مدارس بكاليفورنيا وماساتشوستس ونيويورك. وفي مدرسة بروكلين للدراسات العامة قدم مبرمجو جوجل أول فرصة لطلاب المدارس الإعدادية بالولايات المتحدة للعمل على نظام أندرويد. واستضافت شركة جوجل أيضًا أحداث «الأعمال المذهلة»! الخاصة بالمدارس الوطنية وأحداث جمع التبرعات أيضًا في مكاتب الشركة في ماونتن فيو، كاليفورنيا ومدينة نيويورك وتوفر أيضًا قناة للمدارس الوطنية على يوتيوب لعرض أعمالها على الطلاب.

## إشادات
عام 2008، سردت مجلة فاست كومباني المدارس الوطنية باعتبارها واحدة من«45 مؤسسة اجتماعية غيرت العالم» بينما اندرج منصب زميل تدريس وقائد فريق في «أعلى الوظائف دخلاً» بواسطة مؤسسة برينستون ريفيو (Princeton Review).

## وصلات خارجية
- Citizen Schools
- CT Nation نسخة محفوظة 30 مارس 2009 at Archive.is
- Citizen Schools Youtube Channel
- AmeriCorps
- Lesley University Master of Education in Curriculum and Instruction
- Mass2020